# Nhiệt dung
Nhiệt dung là một đại lượng vật lý có thể đo được bằng tỷ lệ nhiệt được thêm vào (hoặc giảm đi) của một vật thể với sự thay đổi nhiệt độ. Đơn vị nhiệt dung là jun trên kelvin (J/K).
Trong hệ thống đơn vị quốc tế (SI). Nhiệt dung riêng là lượng nhiệt cần thiết để tăng nhiệt độ của một kg khối lượng chất đó lên 1 kelvin.
Nhiệt dung là một tính chất rộng lớn của vật chất, có nghĩa là nó tỷ lệ thuận với kích thước của chất đó. Khi biểu thị hiện tượng tương tự như một đặc tính chuyên sâu, công suất nhiệt được chia cho lượng chất, khối lượng hoặc thể tích, do đó đại lượng không phụ thuộc vào kích thước hoặc mức độ của mẫu. Công suất nhiệt mol là công suất nhiệt trên một đơn vị lượng (đơn vị SI: mol) của một chất nguyên chất và công suất nhiệt cụ thể, thường được gọi là nhiệt dung riêng, là công suất nhiệt trên một đơn vị khối lượng của vật liệu. Tuy nhiên, một số tác giả sử dụng thuật ngữ nhiệt cụ thể để chỉ tỷ lệ của công suất nhiệt cụ thể của một chất ở bất kỳ nhiệt độ nào cho đến nhiệt dung riêng của một chất khác ở nhiệt độ tham chiếu, phần lớn theo kiểu trọng lượng riêng. Trong một số công kỹ thuật, công suất nhiệt thể tích được sử dụng.
Nhiệt độ phản ánh động năng ngẫu nhiên trung bình của các hạt cấu thành của vật chất (tức là nguyên tử hoặc phân tử) so với tâm khối lượng của hệ, trong khi nhiệt là sự truyền năng lượng qua ranh giới hệ thống vào cơ thể chứ không phải do công việc hay vật chất truyền. Dịch, quay và rung động của các nguyên tử đại diện cho mức độ tự do chuyển động góp phần kinh điển vào khả năng sinh nhiệt của chất khí, trong khi chỉ có rung động để mô tả khả năng nhiệt của hầu hết các chất rắn,  như được thể hiện bởi định luật Dulong. Những điều kiện khác có thể đến từ nam châm và điện từ  ở mức độ tự do trong chất rắn, nhưng những điều này hiếm khi đóng góp đáng kể.
Theo như cơ học lượng tử, ở bất kỳ nhiệt độ nào, một số mức độ tự do này có thể không có sẵn, hoặc chỉ có sẵn một phần, để lưu trữ năng lượng nhiệt. Trong những trường hợp như vậy, công suất nhiệt là một phần nhỏ nhất. Khi nhiệt độ đạt đến độ không tuyệt đối, công suất nhiệt của một hệ thống gần bằng 0 do mất độ tự do sẵn có. Lý thuyết lượng tử có thể được sử dụng để dự đoán định lượng khả năng nhiệt của các hệ thống đơn giản.

## Công thức tính
C=(độ thay đổi nhiệt lượng)/(dT)
Trong biểu thức nhiệt lượng, nếu nhiệt độ của vật chỉ thay đổi đi một đơn vị thì biểu thức cho biết nhiệt lượng cần thiết để làm tăng nhiệt độ của một vật có khối lượng nào đó lên một độ. Nhiệt lượng này gọi là nhiệt dung của vật đó.

## Nhiệt dung riêng
Nhiệt dung riêng của một chất là một đại lượng vật lý có giá trị bằng nhiệt lượng cần truyền cho một đơn vị khối lượng chất đó để làm tăng nhiệt độ lên 1 °C.
Trong hệ thống đo lường quốc tế, đơn vị đo của nhiệt dung riêng là Joule trên kilôgam trên Kelvin, J•kg−1•K−1 hay J/(kg•K), hoặc Joule trên mol trên Kelvin.
Các công thức tính:
Công thức 1: Gọi  C là nhiệt dung riêng.khi đó một vật có khối lượng M ở nhiệt độ T1 cần truyền một nhiệt lượng là Q để nhiệt độ vật tăng lên T2 khi đó C có giá trị bằng:
{\displaystyle C={\frac {Q}{M(T_{2}-T_{1})}}}
- Công thức 2: Giả sử vật rắn khảo sát có khối lượng M, nhiệt độ T và nhiệt dung riêng C.

Cho vật rắn vào nhiệt lượng kế (có que khuấy) chứa nước ở nhiệt độ T1.
Gọi: m1 là khối lượng của nhiệt lượng kế và que khuấy.
C1 là nhiệt dung riêng của chất làm nhiệt lượng kế.
m2 là khối lượng nước chứa trong nhiệt lượng kế.
C2 là nhiệt dung riêng của nước.
Nếu T >T1 thì vật rắn tỏa ra một nhiệt lượng Q và nhiệt độ vật giảm từ T xuống T2.
Q=M.C.(T – T2)
Đồng thời nhiệt lượng kế que khuấy và nước nhận số nhiệt lượng ấy để tăng nhiệt từ T1 đến T2.
Q=(m1.C1+m2.C2)(T2–T1)
Suy ra:
{\displaystyle C={\frac {(m_{1}.C_{1}+m_{2}.C_{2}).(T_{2}-T_{1})}{M(T-T_{2})}}}
- Nếu thể tích của hệ là một mol thì ta có nhiệt dung phân tử (tạm ký hiệu là Cmol)
+ Nhiệt dung mol đẳng tích (ký hiệu Cv) là nhiệt dung tính trong quá trình biến đổi mà thể tích của hệ không đổi và được tính bằng δ.Qv chia cho n.dT
+ Nhiệt dung mol đẳng áp (ký hiệu Cp) là nhiệt dung tính trong quá trình biến đổi mà áp suất của hệ không đổi và được tính bằng δ.Qp chia cho n.dT
Hai nhiệt dung trên nếu tính cho một đơn vị khối lượng thì được nhiệt dung riêng đẳng tích và nhiệt dung riêng đẳng áp (giá trị của nhiệt dung riêng trong các bài tập vật lý phổ thông thường là nhiệt dung riêng đẳng áp vì trong các bài tập đó áp suất của hệ là không đổi và bằng áp suất khí quyển và ở phổ thông người ta chỉ gọi nó đơn giản là nhiệt dung riêng thôi). Nếu tính cho một mole thì được nhiệt dung phân tử (nhiệt dung mol) đẳng tích và đẳng áp, giá trị của các nhiệt dung này cho khí lý tưởng